# Tadeusz Sieczkowski

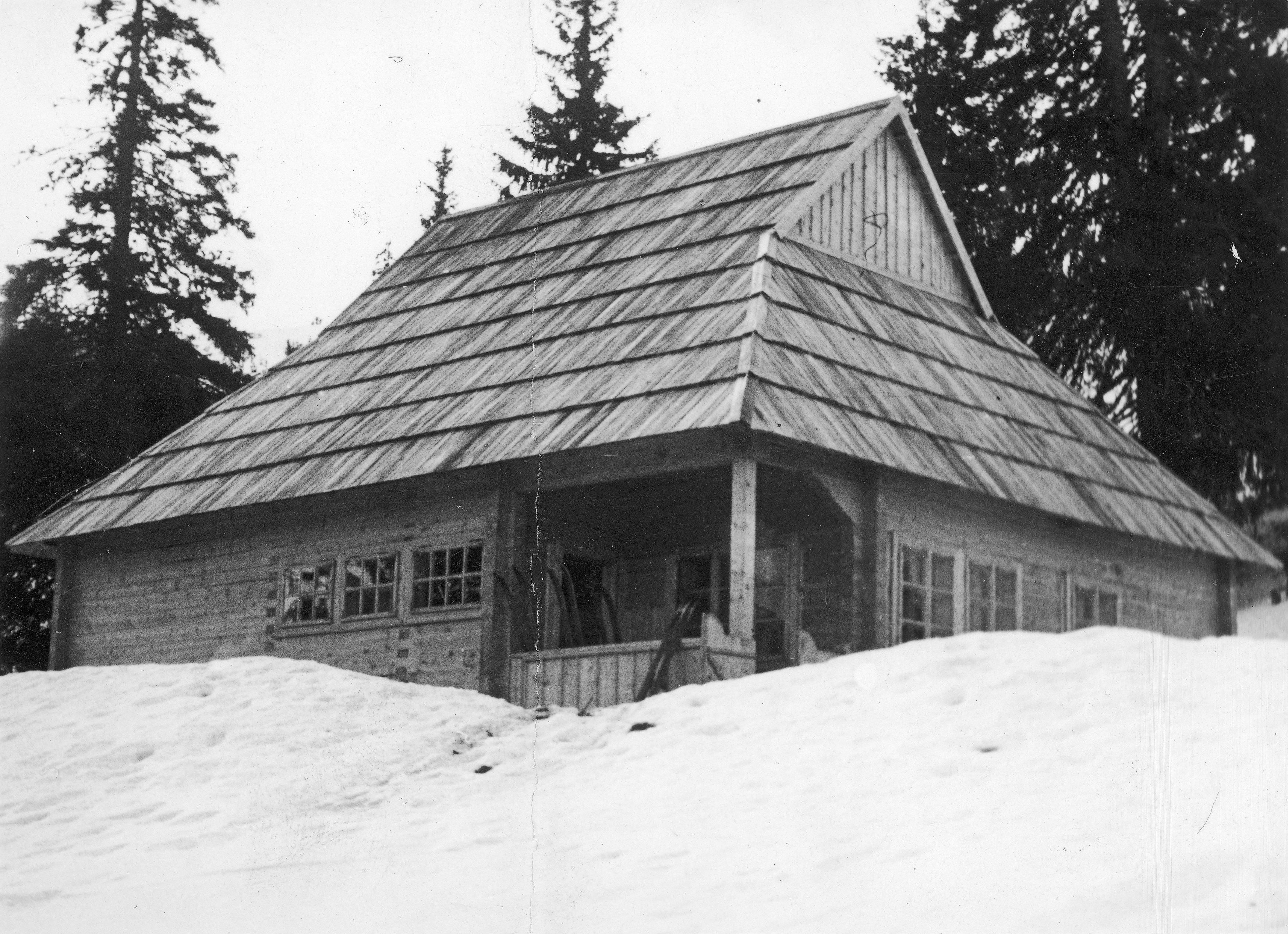
Schronisko pod Kopilaszem, 1939

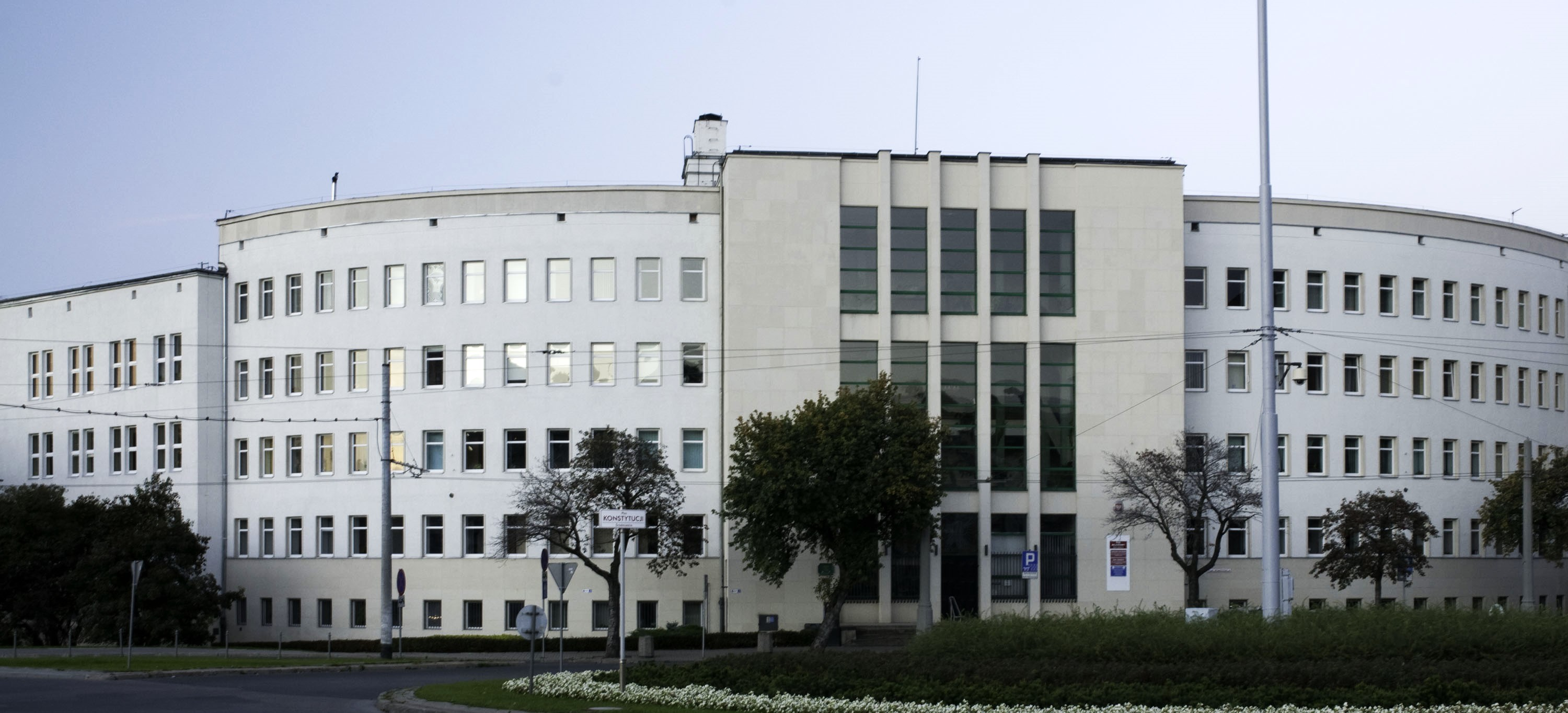
Gmach Sądu Okręgowego w Gdyni, fot. 2012

Tadeusz Eugeniusz Sieczkowski (ur. 15 grudnia 1907 w Warszawie, zm. 24 grudnia 1973 w Bath) – polski architekt, urbanista i nauczyciel akademicki.

## Życiorys
Studiował na Wydziale Architektury Politechniki Warszawskiej. Dyplom inżyniera architekta otrzymał w 1931. Później pracował przy budowie Gdyni. Był współautorem m.in. planu ogólnego miasta oraz gmachów Sądu Okręgowego i Domu Żeglarza Polskiego. W latach 1935–1937 był pracownikiem Wydziału Planowania Przestrzennego Komisariatu Rządu (Zarządu Miejskiego) w Gdyni. W tym czasie wstąpił do Stowarzyszenia Architektów Rzeczypospolitej Polskiej (SARP). Do 1939 był członkiem Oddziału Wybrzeże.
Po wybuchu II wojny światowej i agresji Niemiec na Polskę wziął udział w kampanii wrześniowej 1939. W stopniu podporucznika rezerwy służył jako oficer łącznikowy w III dywizjonie 16. Pomorskiego Pułku Artylerii Lekkiej. Po bitwie nad Bzurą przedostał się przez Węgry do Francji. Tam w 1940 został wcielony do nowo formowanej 3. Dywizji Piechoty. W 1944 podczas operacji „Market Garden” (bitwa o Arnhem) pełnił funkcję adiutanta w sztabie gen. Stanisława Sosabowskiego w 1 Samodzielnej Brygadzie Spadochronowej. Za swoje dokonania wojenne został odznaczony Krzyżem Walecznych.
Po zakończeniu wojny i demobilizacji osiadł w Wielkiej Brytanii. Od 1945 do 1948 pracował Bristolu jako architekt. W 1949 wyjechał do Bulawayo w Rodezji Południowej. Objął tam stanowisko projektanta w biurze planowania przestrzennego, którego w 1954 został kierownikiem. W 1957 przeniósł się do Salisbury, stolicy kraju. Otrzymał angaż w Centralnym Biurze Planowania Przestrzennego. Najpierw pracował jako projektant. W 1962 został awansowany na dyrektora placówki. Z Rodezji udał się w 1968 na Maltę, gdzie dzięki konkursowi ONZ uzyskał stanowisko planisty strefy mieszkaniowo-turystycznej.
Po przejściu na emeryturę od 1970 niemal do samej śmierci w 1973 wykładał architekturę i urbanistykę w Gloucestershire College of Art and Design w Cheltenham w Wielkiej Brytanii. Dla swoich studentów zorganizował i poprowadził wycieczkę do Polski.
Zmarł w Bath w hrabstwie Somerset. Został pochowany na tamtejszym cmentarzu Haycombe.

## Dokonania
- Schroniska Akademickiego Związku Sportowego (AZS) pod Kopilaszem i na Pop Iwanie w Karpatach Wschodnich (1933–1935) – współautor: Jerzy Hryniewiecki
- Gmach Sądu Okręgowego i Grodzkiego w Gdyni przy pl. Konstytucji 5, (1936) – współautorzy: Zbigniew Karpiński i Roman Sołtyński
- Dom Żeglarza Polskiego w Gdyni w al. Zjednoczenia (obecna al. Jana Pawła II) 3 (1937) – współautor: Bohdan Damięcki
- Dzielnica rządowa w Salisbury przy Jameson Avenue (Rodezja Południowa)

### Konkursy
- Gmach PKO w Poznaniu (1933) – współautorzy: Zbigniew Karpiński i Roman Sołtyński
- Projekt gmachu Sądu Okręgowego w Gdyni (1934) – współautorzy: Zbigniew Karpiński, Roman Sołtyński (I nagroda)
- Projekt rozplanowania terenów Pola Mokotowskiego i folwarku Rakowiec wraz z przyległymi terenami państwowymi i prywatnymi (1934) – współautorzy: Helena Morsztynkiewiczowa, Jerzy Hryniewiecki, J. Stanisławska i Wacław Podlewski, współpraca: Wacław Hryniewicz (nagroda równorzędna)
- SARP nr 62 – Projekt rozplanowania mola południowego i terenów przyległych w Gdyni (1936) – współautor: Bohdan Damięcki (I nagroda)
- SARP nr 62 – Projekt szkicowy Żeglarskiego Ośrodka Morskiego w Gdyni (1936) – współautor: Bohdan Damięcki (I nagroda)

## Odznaczenia
- Krzyż Walecznych